# Palmarejo
Palmarejo är en ort i Mexiko.   Den ligger i kommunen Chínipas och delstaten Chihuahua, i den nordvästra delen av landet, 1 300 km nordväst om huvudstaden Mexico City. Palmarejo ligger 969 meter över havet och antalet invånare är 425.
Terrängen runt Palmarejo är huvudsakligen kuperad, men åt sydväst är den bergig. Runt Palmarejo är det mycket glesbefolkat, med 3 invånare per kvadratkilometer. Närmaste större samhälle är Chinipas de Almada, 12,5 km väster om Palmarejo. I omgivningarna runt Palmarejo växer huvudsakligen savannskog.